# Pont-de-l'Isère
 Pont-de-l'Isère  es una población y comuna francesa, en la región de Ródano-Alpes, departamento de Drôme, en el distrito de Valence y cantón de Tain-l'Hermitage.

## Demografía
| 653 | 1135 | 1304 | 2477 | 2770 | 2688 |
| Para los censos de 1962 a 1999 la población legal corresponde a la población sin duplicidades (Fuente: INSEE [Consultar]) |      |      |      |      |      |